# Paseo de los Reyes
El Paseo de los Reyes, situado en Isla Cristina, ciudad de la provincia de Huelva en el suroeste de España, sin formar parte del casco antiguo declarado en el plan general de ordenación urbana, une el centro histórico con el Barrio Nuevo y más concretamente forma parte del eje Plaza de las Flores-Carmen-Paseos de los Reyes, del Chocolate y de las Palmeras que comenzaba en el antiguo teatro Victoria y culmina en la iglesia de Jesús del Gran Poder, en el extremo este del paseo de las Palmeras. Es una zona de paseo de unos 570 metros de longitud y es el eje comercial más importante de Isla Cristina. La anchura es de unos 20 metros, salvo dos edificaciones aledañas entre sí en la acera de los pares que aún conservan el retranqueo de principios del siglo XX. La longitud del tramo llamado de los Reyes es de 120 metros. Durante 2009 y dentro del Plan E, se llevó a cabo una reordenación urbana completa, incluidos las restantes vías del eje Flores-Palmeras antes mencionado.

## Historia

### Origen
Los límites de Isla Cristina en la primera mitad del siglo XIX se reducían al actual casco antiguo cuando ya había experimentado un notable crecimiento desde el siglo anterior. Esta parte del pueblo seguía manteniéndose como la única hacia donde podría expandirse sin necesidad de recurrir a la desecación de marismas o merma del espacio de la ría, ambas soluciones muy costosas en la época. Existían algunas casas en la zona sur, en aquella época frente marítimo de Isla Cristina que daba al caño del Cuquimán, hoy desaparecido y que vendría a ocupar aproximadamente la actual calle España y aledaños. La zona norte daba igualmente a zona de marismas, en las que existían al menos dos molinos de marea (uno de ellos donde se sitúa la estación de autobuses) y algunas fábricas de salazón. El camino que separaba ambas zonas unía el centro de Isla Cristina con un antiguo pozo de agua potable, quizá el mismo cuya higuera próxima dio origen al primitivo nombre de Isla Cristina. A medida que llegaban nuevos habitantes éstos fueron adquiriendo permisos del ayuntamiento para crear en esta zona parcelas edificables y construir en ellas sus viviendas. Un censo de 1870 habla de zapateros, otros industriales, comerciantes, etc, que ya vivían en esta calle y tenían aquí sus viviendas. Los fundadores fueron, por lo que se aprecia, la nueva clase media de Isla Cristina en la segunda mitad del siglo XIX.
El primer nombre que tuvo esta vía urbana fue el de calle Cruces, titulada en 1860, seguramente debido al cruce de caminos, por localizarse en el extremo del pueblo, en el cual confluían hacia la salida Este una calle, llamada del Carmen, una vía de salida hacia el norte, la antigua calle del Molino (en cuyo lateral existía un molino de mareas que le daba nombre) hacia la izquierda de la calle del Carmen según se salía del pueblo y en la dirección del puerto, actualmente llamada Manuel Siurot, y, finalmente, la concurrencia con la calle Serafín Romeu Portas (antigua calle San Juan) que, paralela a la calle del Carmen, confluía en esta aún llamada calle Cruces. La calle mantenía un banco o encauzador de piedra, a modo de baja barda, que aprovechaba la curva de salida hacia el Norte (la ya mencionada calle del Molino, hoy Manuel Siurot) desde el Este (hacia la actual avenida de Ángel Pérez) de la localidad.

### Primer tercio delsigloXX
Desde 1901 se la conoció como Paseo de Cánovas del Castillo. A medida que se suceden las generaciones desde su nacimiento, la calle se va convirtiendo en más urbana a la vez que va siendo un lugar de asentamiento de una burguesía más acomodada, hasta el punto de llegar a contar entre sus vecinos al alcalde. Así, en la década de 1910 se remoza con obras que elevarían la calle convirtiéndola en paseo con dos escalones en cada lateral y llamándose Paseo de los Reyes, obra del alcalde José Antonio Zarandieta Roselló, quien también urbanizaría el Paseo de las Palmeras por la misma época. La calle permaneció como se ha descrito hasta 1934. En el año 1930 se le volvió a cambiar de nombre, para hacer honor al alcalde Emiliano Cabot Alfonso.

### II República y Dictadura
Tras la llegada de la II República pasó a llamarse Pablo Iglesias. En 1934 el paseo vuelve a sufrir un cambio en su ordenación, convirtiéndose en una avenida de amplias aceras de mano del alcalde Antonio Noya Beltrán plantándose los árboles que hasta la reforma de 2009 permanecerían en la vía.
Tras la toma de la ciudad por el levantamiento del 18 de julio de 1936 (suceso que acontece el día 29 del mismo mes) pasa a llamarse Avenida de José Antonio, el renombrado oficial tendría lugar en 1937. En esta época se traslada a esta calle la comisaría de policía, en el número 14, actualmente dos habitaciones de una vivienda particular.

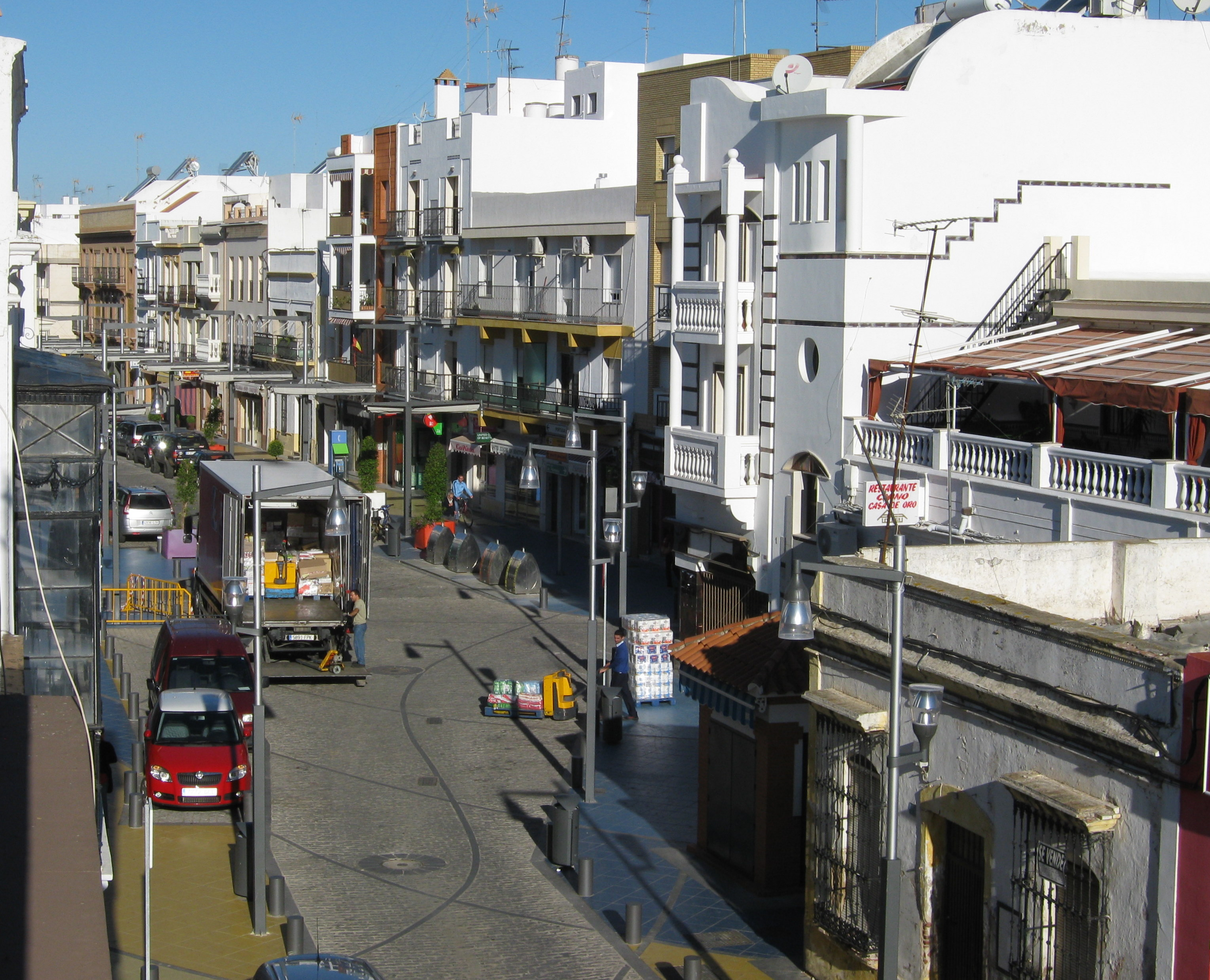
Vista del paseo de los Reyes, al fondo, desde el paseo del Chocolate, en primer plano.

### Restitución democrática y la recuperación de nombres históricos
En el año 1999, bajo una política de recuperación de nombres históricos en el casco urbano, el ayuntamiento de Isla Cristina acuerda restituirle el nombre de Paseo de los Reyes, el anterior a los regímenes políticos previos a la Restauración Borbónica, si bien la fisionomía seguía siendo más del tipo avenida. Tanto era así que ya en esa época existían planes para convertirla de nuevo en paseo, estructurándola con el resto del eje desde las Palmeras hasta la plaza de las Flores, de tal forma que no es hasta 2009 y dentro del Plan E, que se realiza una nueva reordenación, esta vez incluyendo el eje completo con una misma solución integradora para su ordenación urbana. Supuso el mayor montante del Plan para el municipio: incluyendo las restantes vías del eje Flores-Palmeras antes mencionado supuso una inversión de 1.887.740'12 €, de los que 608.053'28 € fueron para esta sección concreta.

## Edificios e instituciones
Ateneo de Isla Cristina

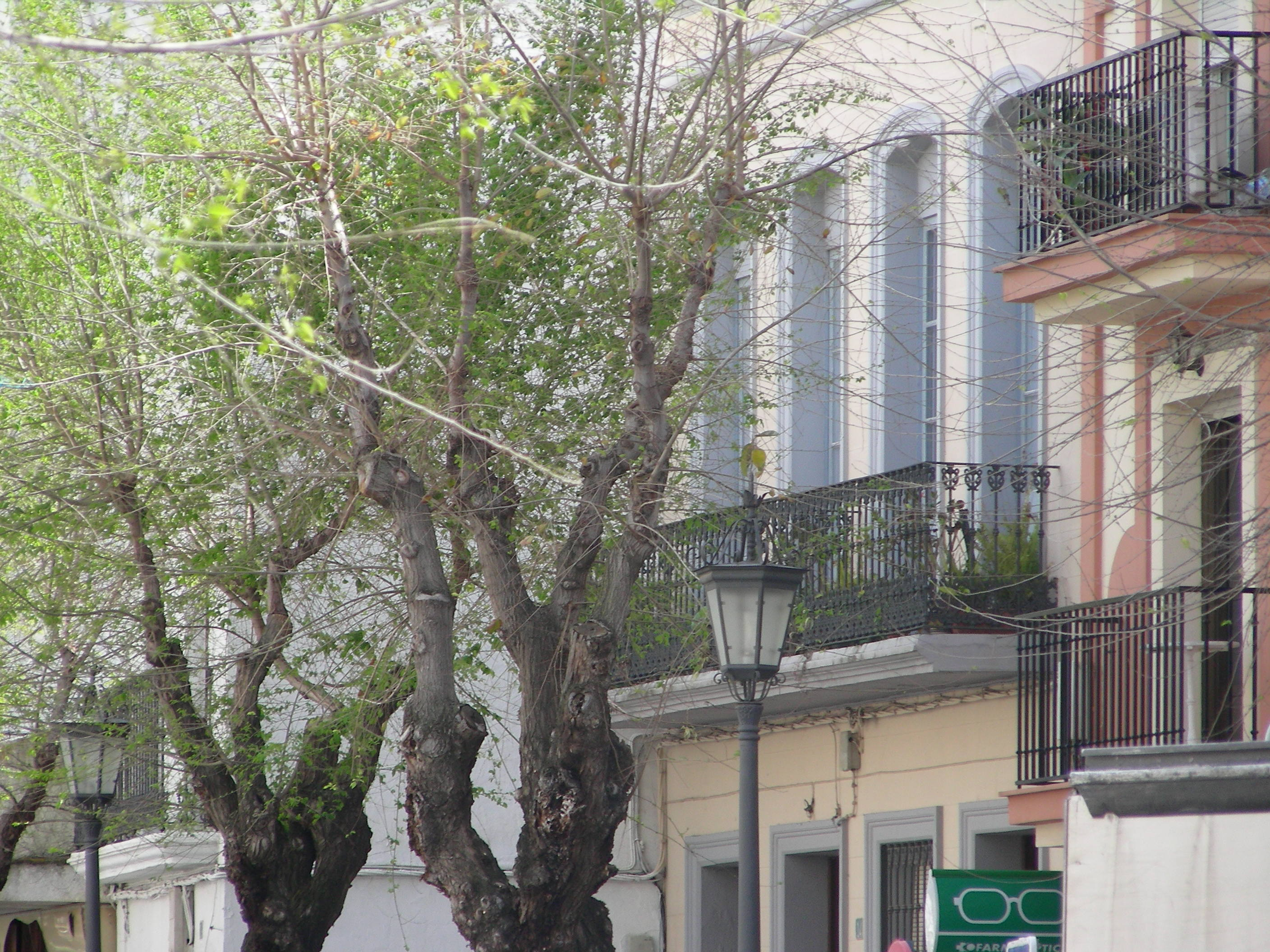
El edificio más antiguo del Paseo, en el n.º 14, de 1923. A su lado, las desaparecidas bodegas Gallinato, de 1933, sin retranquear. Foto tomada antes de la reforma vial de 2009.

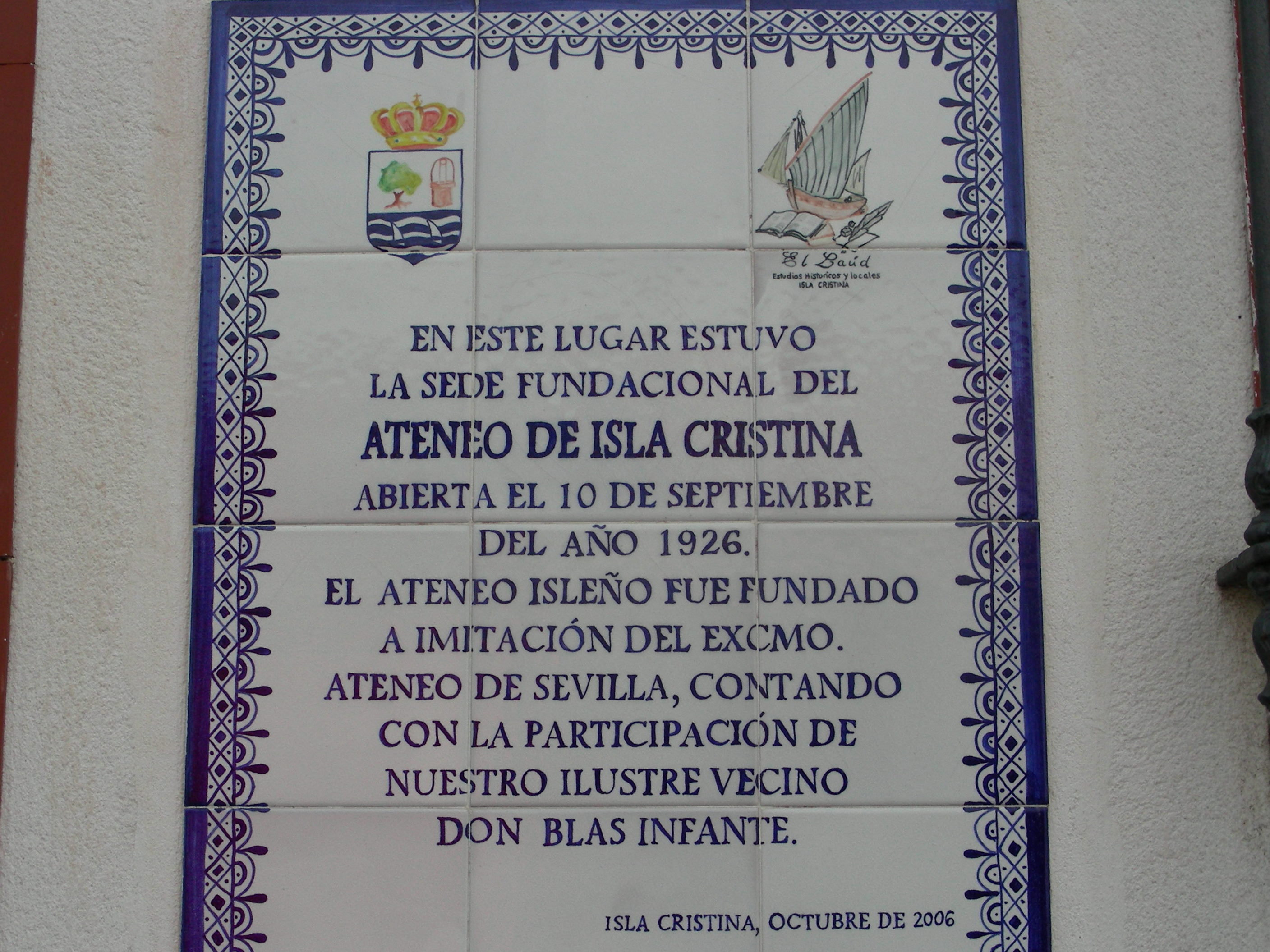
En el paseo del Chocolate, el antiguo Ateneo.

En la prolongación del Paseo de los Reyes, en el Paseo del Chocolate, se localizaba el Ateneo de Isla Cristina, fundado el 10 de septiembre de 1926 a imitación del sevillano, contando con Blas Infante entre sus participantes.
Comisaría de policía
En el bajo del número 14 de esta calle estuvo durante bastantes años la comisaría de policía. El edificio, cuyo arquitecto realizó también la Casa de Gildita, data de 1923 y fue realizado con las ganancias de la temporada por el capitán de almadraba Acacio Zamorano Canela. Desde los años 1990 se trata del edificio más antiguo de la calle.
Sede del Plan Municipal de Vivienda
En el número 13, antiguamente una autoescuela, se localizaba en los primeros años del siglo XXI la delegación municipal del Plan Municipal de Vivienda.
Comercios históricos
Una afamada pastelería aún en funcionamiento y fundada en 1919 conserva en sus dependencias una báscula pública de la época. Unos almacenes tradicionales de corte y confección se localizaban en esta calle hasta casi llegar al siglo XXI, sin embargo los nuevos modelos de negocio y la competencia de lugares cada vez menos próximos han impedido que llegara hasta nuestros días. Finalmente, cabe destacar que es una de las vías "financieras" de la ciudad, con la apertura en ella de tres entidades crediticias.
Otros edificios
En esta calle han residido o mantenido dependencias desde alcaldes como Juan Mirabent Gutiérrez (1952-1965) hasta la central de Telefónica o la ONCE pasando por importantes armadores y patrones de pesca del siglo XX como Acacio Zamorano Canela o Pedro Figuereo Alonso.